# Waiatiu Falls
Die Waiatiu Falls sind ein Wasserfall im Whirinaki Te Pua-a-Tāne Conservation Park in der Region Bay of Plenty auf der Nordinsel Neuseelands. Er liegt im Lauf des Mangatata Stream, der kurz hinter dem Wasserfall in den Whirinaki River mündet. Seine Fallhöhe beträgt etwa 9 Meter.
In der Ortschaft Te Whaiti zweigt vom New Zealand State Highway 28 die Minginui Road in südwestlicher bis südlicher Richtung ab. An ihrem Ende befindet sich ein Wanderparkplatz. Der rechte zweier dort beginnender Wanderwege führt in rund 30 Gehminuten zum Wasserfall.